# Ярикта
Ярикта (рос. Ярикта) — улус Баргузинського району, Бурятії Росії. Входить до складу Сільського поселення Улюнське.
Населення — 172 особи (2015 рік).